# San Vito di Fagagna
San Vito di Fagagna est une commune italienne de la province d'Udine dans la région Frioul-Vénétie Julienne en Italie. Son nom dans le dialecte régional, le frioulan (friulano/furlan) est San Vît di Feagne. Cette commune compte 1617 habitants.

## Administration
| Période                                  | Période | Identité | Étiquette | Qualité |
| ---------------------------------------- | ------- | -------- | --------- | ------- |
|                                          |         |          |           |         |
| Les données manquantes sont à compléter. |         |          |           |         |

### Communes limitrophes
Coseano, Fagagna, Mereto di Tomba, Rive d'Arcano